# Lúcio Cornélio Lêntulo Lupo
Lúcio Cornélio Lêntulo Lupo (em latim: Lucius Cornelius Laentulus Lupus) foi um político da família Lêntulo da gente Cornélia da República Romana eleito cônsul em 156 a.C. com Caio Márcio Fígulo. Era irmão de Cneu Cornélio Lêntulo, cônsul em 146 a.C..

## Carreira

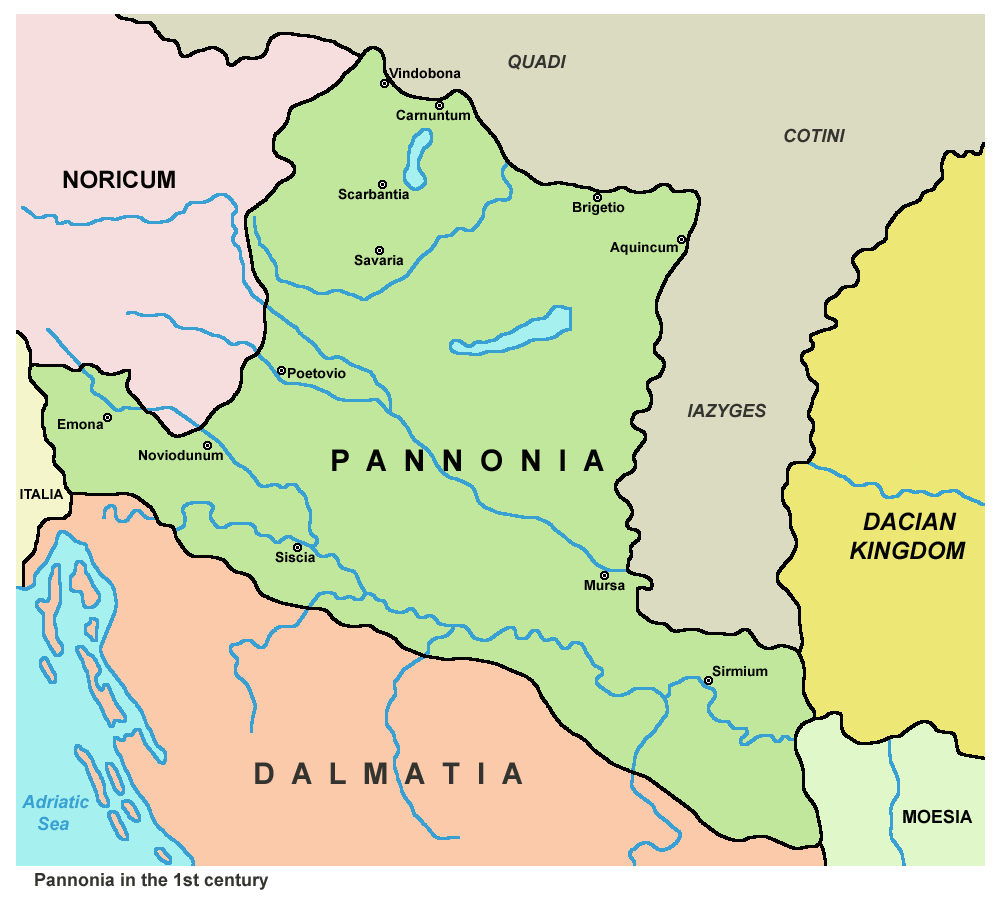
Mapa da Panônia, mostrando Síscia, às margens do rio Sava, o trajeto da campanha de Lupo.

Foi edil curul em 163 a.C. e foi enviado como embaixador à Grécia nos dois anos seguintes. Em 159 a.C., foi eleito pretor. Em 156 a.C., foi eleito cônsul com Caio Márcio Fígulo e ambos receberam o comando da campanha contra os dálmatas e panônios utilizando Aquileia como base principal. Enquanto Fígulo marchou para o interior da Dalmácia, para o sul, Lupo invadiu a Panônia seguindo o rio Sava chegando até Síscia.
Em 147 a.C., foi censor com Lúcio Márcio Censorino, que havia sido cônsul em 149 a.C.. Quatro anos depois, passa a integrar o colégio sacerdotal dos quindecênviros dos fatos sagrados. Em 131 a.C., foi nomeado príncipe do senado. Ficou famoso em sua vida pelas honras que acumulou, mas também foi acusado de extorsão em 154 a.C., motivo pelo qual foi atacado pelas sátiras de Caio Lucílio.